# Лихтенштейнский футбольный союз

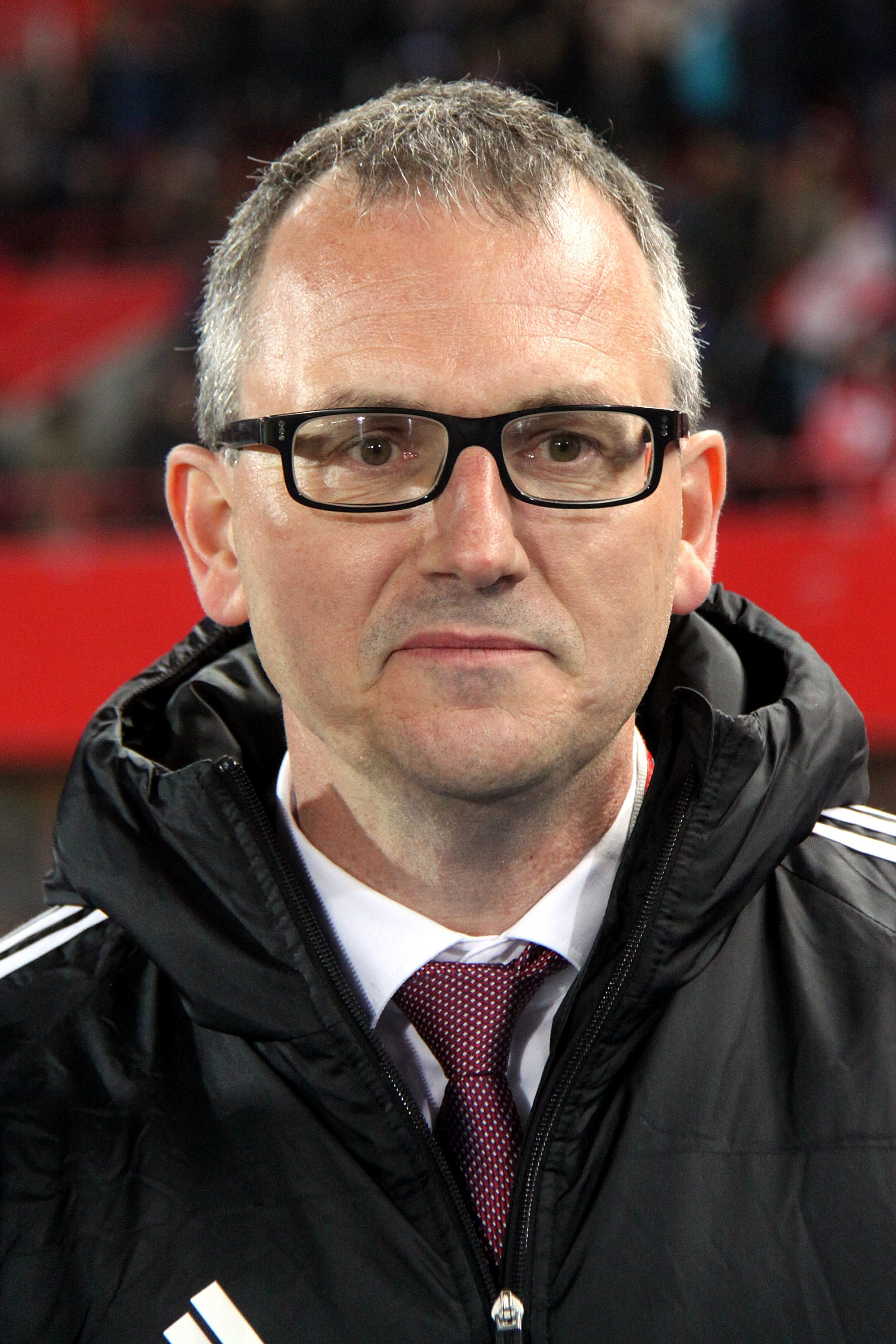
Президент ЛФС Хьюго Квадерер

Лихтенште́йнский футбо́льный сою́з (ЛФС) (нем. der Liechtensteiner Fussballverband (LFV)) — лихтенштейнская футбольная организация, управляющая футболом в княжестве Лихтенштейн. Основан в 1934 году. Является членом ФИФА, УЕФА и Лихтенштейнского Олимпийского спортивного союза, а также партнёром Восточно-Швейцарского футбольного союза. Под эгидой союза проводится Кубок Лихтенштейна по футболу. В настоящее время в Лихтенштейне насчитывается около 1700 футболистов. Штаб-квартира ЛФС находится в Шане.
По состоянию на апрель 2023 года в рейтинге ФИФА сборная Лихтенштейна по футболу занимает 199-е место. Наивысшее место сборная Лихтенштейна занимала в январе 2008 и июне 2011 года — 118-е место.

## История
Лихтенштейнский футбольный союз был основан в 1934 году футбольными клубами «Вадуц», «Бальцерс» и «Тризен».
В 1949 году в ЛФС был принят клуб «Шан». В 1954 году к ЛФС в качестве члена Союза присоединилось объединение игроков «Эшен-Маурен» (сперва как ФК «Маурен», а с 1963 года как ФК «Эшен-Маурен»). В 1958 году в ЛФС был принят клуб «Руггелль», а затем в 1972 — «Тризенберг».
1974 год стал эпохальным в истории Лихтенштейнского футбольного союза. В этом году ЛФС был принят в ФИФА (на тот момент 142-м членом Федерации) и в УЕФА (34-м членом). Первая официальная игра сборной Лихтенштейна состоялась в Бальцерсе 9 марта 1982 года против команды Швейцарии. Вопреки всем ожиданиям национальная команда Лихтенштейна достойно сражалась в течение всего матча, однако потерпела поражение со счётом 0:1.
Сборная Лихтенштейна принимала участие в отборочных играх к Олимпийским играм 1984 года и 1988 года. Участвовать в чемпионатах Европы и мира сборная Лихтенштейна начала с 1996 и 1998 года соответственно.
В 2003 году Лихтенштейн принимал у себя юношеский чемпионат Европы по футболу, а в 2010 году — юниорский чемпионат Европы.

## Руководство
В 2003 году в должности Президента Лихтенштейнского футбольного союза был утверждён Райнхард Вальзер. Он стал тринадцатым по счёту Президентом ЛФС.
В 2012 году Райнхарда Вальзера на посту Президента ЛФС сменил Матиас Фойгт. Он стал четырнадцатым Президентом ЛФС.

## Футбольные клубы, входящие в состав ЛФС
В хронологическом порядке по дате основания клуба:
- «Вадуц» (основан в 1932 году)
- «Бальцерс» (1932)
- «Тризен» (1932)
- «Шан» (1949)
- «Руггелль» (1958)
- «Эшен-Маурен» (1963)
- «Тризенберг» (1972)

Играют в швейцарских лигах.

## Турниры
Единственным соревнованием, проводимым под эгидой ЛФС, является Кубок Лихтенштейна по футболу. За время его проведения победителями становились «Вадуц» (48 раз), «Бальцерс» (11 раз), «Тризен» (8 раз), «Эшен-Маурен» (5 раз) и «Шан» (3 раза).
В соответствии с условиями соглашения, уже с 1933 года лихтенштейнские футбольные клубы принимают участие в Чемпионате Швейцарии, поскольку проведение в Лихтенштейне собственного чемпионата не представляется возможным ввиду малого количества футбольных клубов.